# Den atenska demokratin

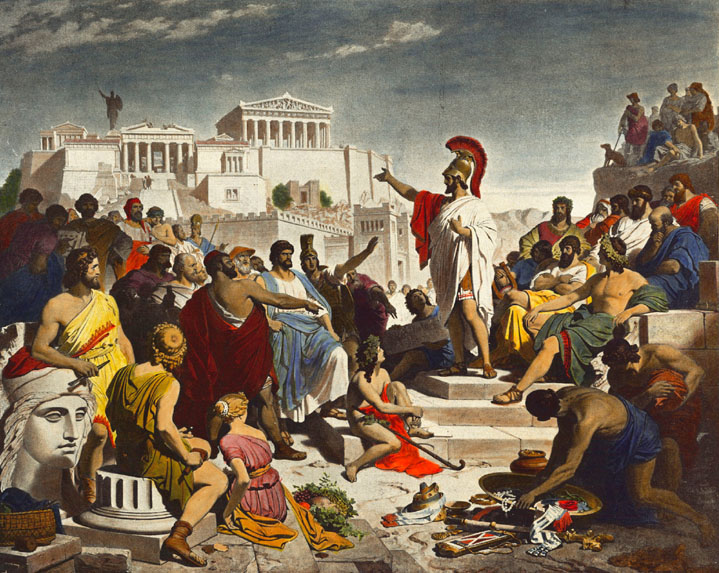
Perikles håller sitt begravningstal. Målning av Philipp Foltz.

Den atenska demokratin initierades först av Solon som konstruerade den i teorin. Det var dock först med Kleisthenes reformer år 508 f.Kr. som demokratin realiserades i Aten.  
Medborgare var den som var fri man, minst 20 år gammal, jordägare och bodde inom stadsstatens område. Kvinnor, metoiker, slavar och barn var inte medborgare. 
Alla medborgare hade tillgång till folkförsamlingen ekklesia. Folkförsamlingen sammanträdde först varje månad, senare tre-fyra gånger i månaden vid Akropolis. Det ansågs inte bara vara en rättighet utan också en plikt att ta del i det politiska livet. De röstberättigade männen ska ha varit cirka 40 000 till antalet och utgjorde "förmodligen inte mer än 30 procent av den totala vuxna befolkningen". Bara 6 000–8 000 av dessa deltog regelbundet i de politiska mötena i staden, som hölls på agora. Ärenden som avgjordes här var sådana som var av vikt för staten, till exempel eventuell krigföring och lagar.
Omröstningar vid folkförsamlingens möten skedde med handuppräckning, innan vilken de som ville uttala sig i den aktuella frågan hade fått hålla ett anförande var.
Ett undantag från handuppräckningen var fenomenet ostracism. Ostracism gick ut på att de församlade skrev namnet på en person som blivit mäktig inom staden, på en lerskärva. Om en person hade för mycket makt, ansågs detta kunna utgöra ett hot mot demokratin. Om en person fick ett visst antal "röster" kunde personen landsförvisas i upp till tio år.
Boulen, även kallat femhundramannarådet, förberedde de lagförslag som skulle behandlas av folkförsamlingen. Till boulen lottades 500 män i taget under en tiondel av året.
Den verkställande makten låg hos de nio arkonterna, som såg till att de förslag som godkänts av folkförsamlingen omsattes i praktiken. En sista kategori av styrande var strategerna, som stod för den militära ledningen. De var tio och hade naturligt nog mest makt i krigssituationer. Den atenska demokratin var baserad på etnisk homogenitet och uteslutning.